# アンカラ大学
アンカラ大学（Ankara University (トルコ語: Ankara Üniversitesi)）は、トルコのアンカラにある公立大学である。

## 歴史

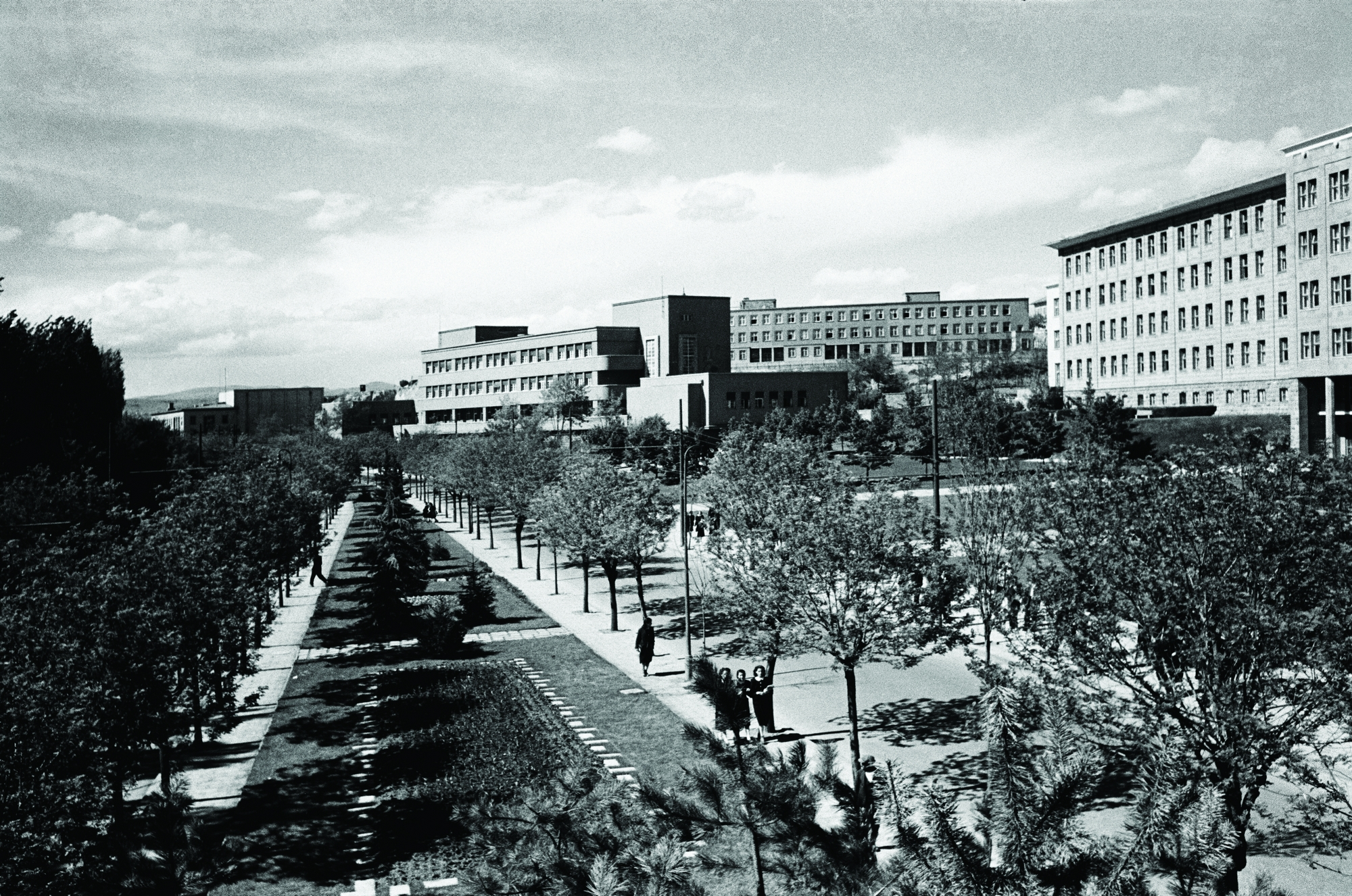
1940年代のアンカラ大学キャンパス

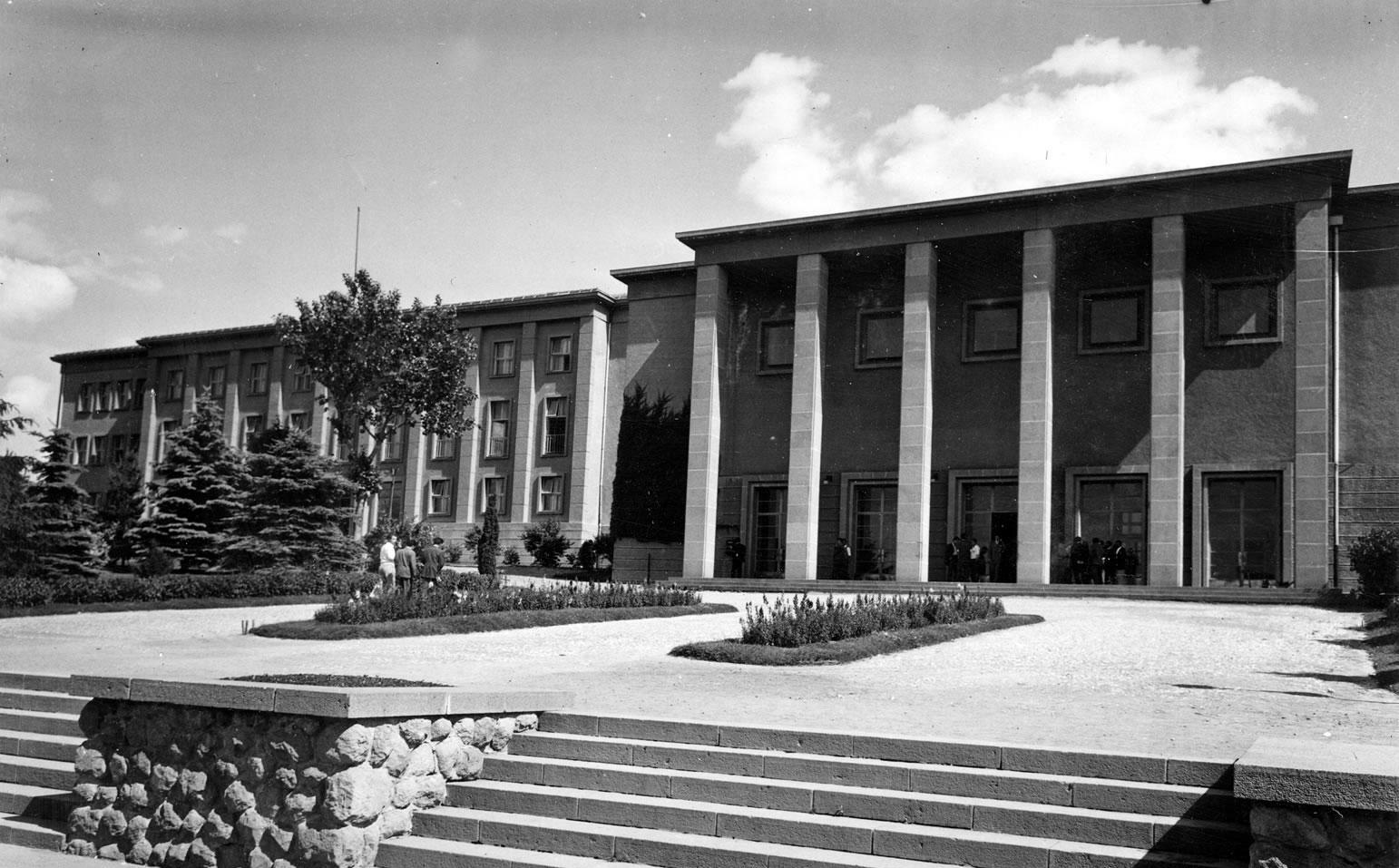
1940年代のアンカラ大学法学部

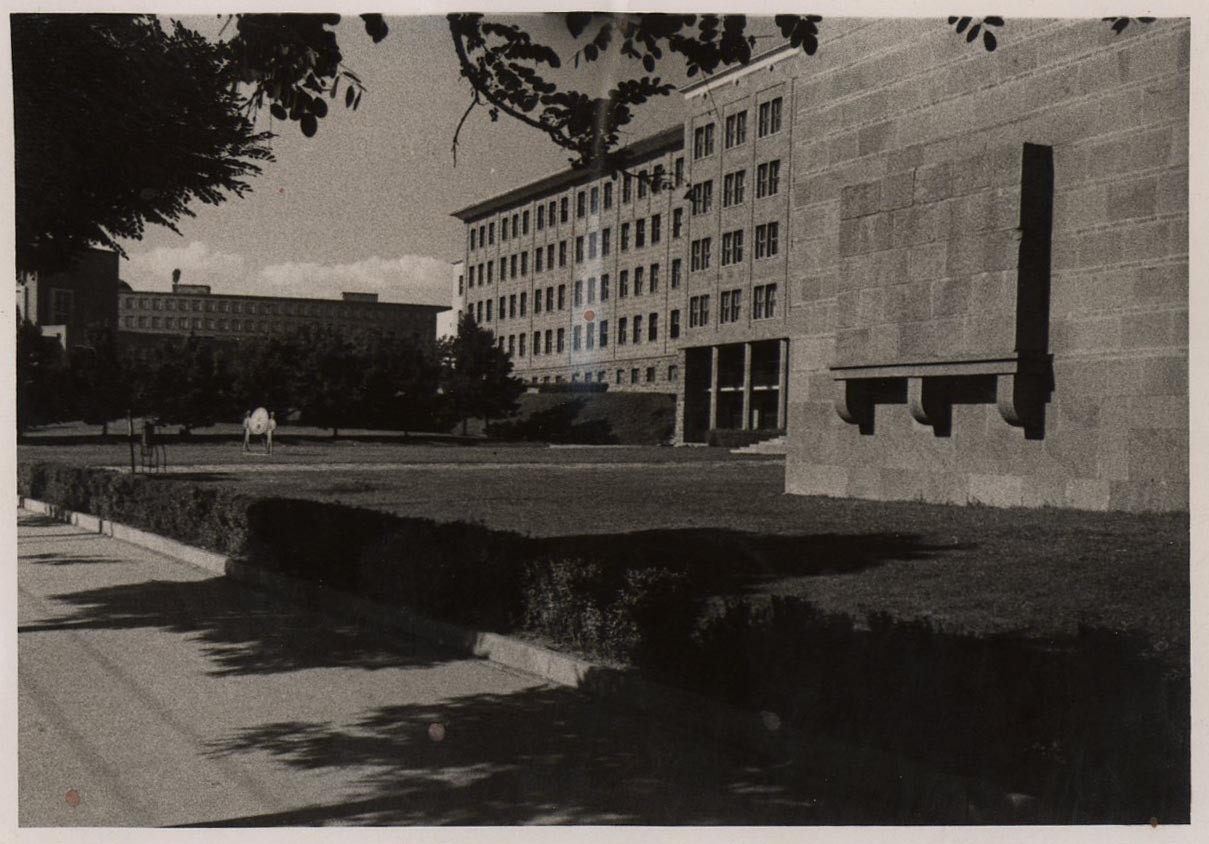
1940年代のアンカラ大学人文学部

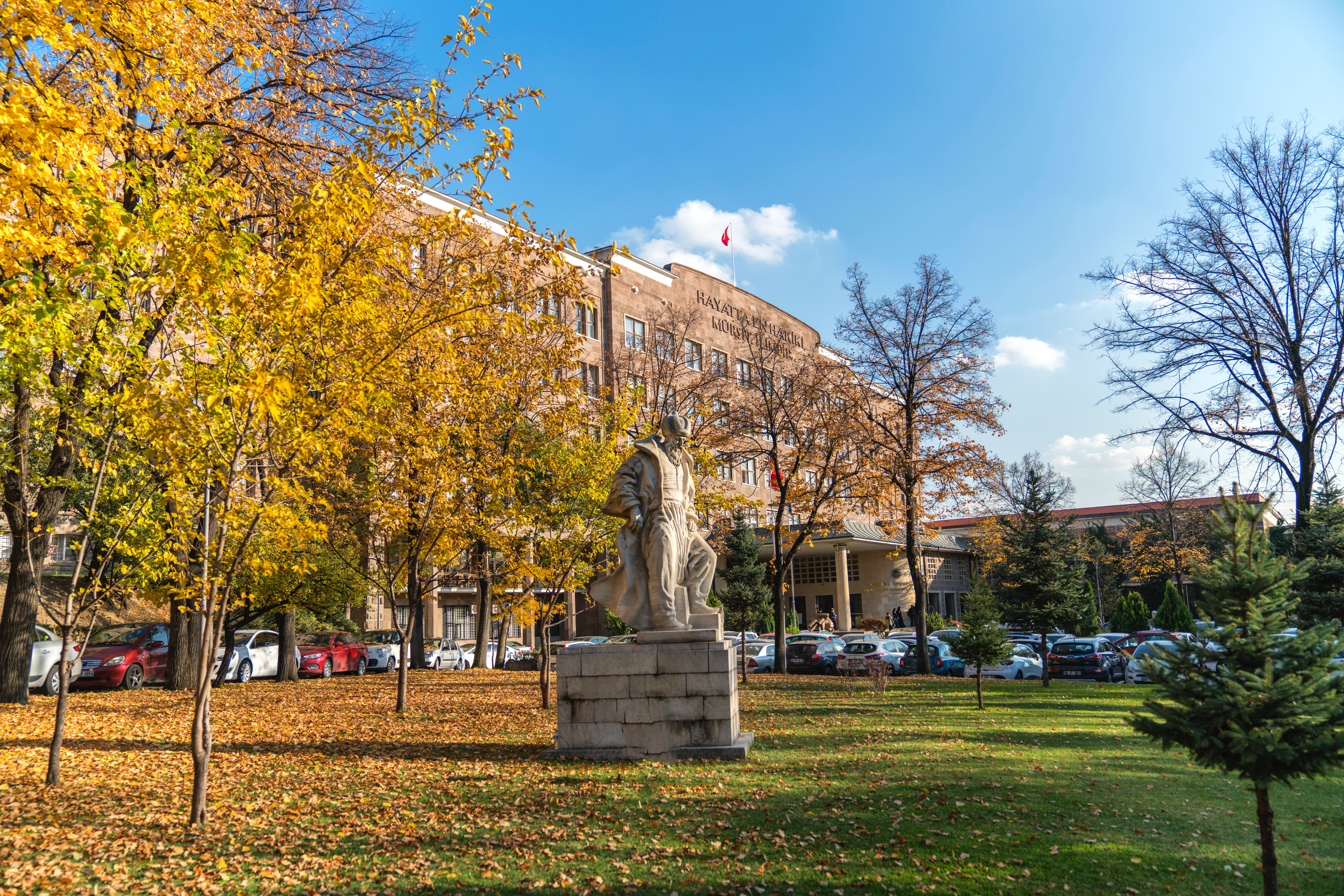
アンカラ大学キャンパス

トルコの初代大統領ムスタファ・ケマル・アタテュルクによって設立された。
1925年設立の司法官憲の養成のために設立された法学校、1933年設立の農業技術研究所、1935年設立の言語、歴史学および地理学の学校。そして政治学を教える1859年創立のメクテビ・ミュルキーイェ（トルコ語: Mekteb-i Mülkiye）などを母体として、1946年設立された。
2020年12月1日、日本語・日本文学科が令和2年度外務大臣表彰を受賞。

## 学部
- 法学部
- 言語、史学及び地理学部
- 神学部
- 政治学部
- 科学部
- 経済学部
- 薬学部
- 医学部
- 歯学部
- 工学部
- 農学部
- 獣医学部
- 健康教育学部
- コミュニケーション学部
- 教育学部